# Informe McLaren

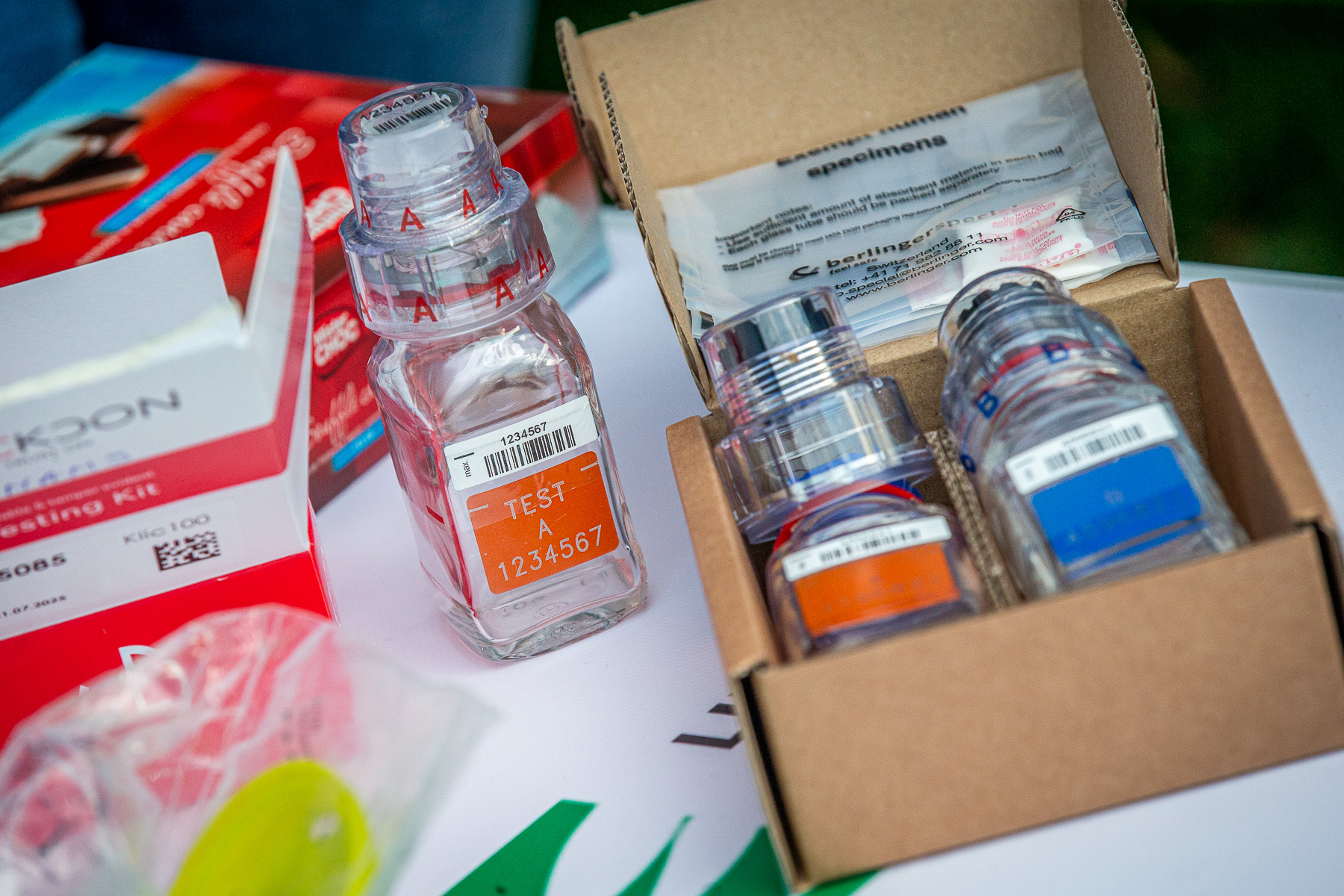
Frascos de muestras de dopaje

El informe McLaren, publicado el 18 de julio de 2016, se refiere al informe redactado por la comisión que la Agencia Mundial Antidopaje (AMA o WADA) encargó al catedrático de Derecho y abogado canadiense Richard McLaren en mayo de 2016 para investigar la denuncia realizada primero en 60 Minutes y posteriormente en The New York Times por el exdirector del laboratorio antidopaje de los juegos olímpicos de invierno de Sochi 2014, en la cual, Grigori Ródchenkov acusó al Estado ruso, y más específicamente, a su Ministerio de Deportes, y al Servicio Federal de Seguridad (FSB), de establecer un sistema para falsificar los controles antidopaje y encubrir eventuales casos positivos.
Además del viceministro de Deportes, cuatro de los altos cargos rusos nombrados por el informe fueron suspendidos temporalmente de sus funciones, pendiente de las investigaciones correspondientes.
El informe señala que, entre finales de 2011 y agosto de 2015, las autoridades rusas denunciadas seguían una Disappearing Positive Methodology (metodología de los positivos que desaparecen para proteger a los deportistas sometidos a dopaje organizado) y que afectaba, al menos, a quince medallistas rusos de los juegos de Sochi.
El informe detalla como el 100 % de las muestras aleatorias mostraban señales de haber sido manipuladas, más concretamente, que las botellas usadas para las muestras de orina —supuestamente imposibles de manipular— habían sido arañadas, lo cual indicaba que sus sellos habían sido rotos y su contenido sustituido por orina «limpia».
En junio de 2016, la Asociación Internacional de Federaciones de Atletismo (IAAF), el máximo órgano competente en materia del atletismo, prohibió a los atletas rusos participar en las pruebas de atletismo en competiciones internacionales, una decisión que afectaría más claramente a los próximos Juegos Olímpicos de Río de Janeiro 2016. La resolución del IAAF fue ratificada por el Tribunal de Arbitraje Deportivo (TAS, por su sigla en inglés) en julio de 2016 tras la reclamación del Comité Olímpico Ruso.

## Informes anteriores
En noviembre de 2015, el IAAF ya había prohibido la presencia de atletas rusos en competiciones internacionales tras la publicación de otro informe de AMA que también señalaba la participación de las autoridades rusas, sobre todo la Agencia Rusa de Antidopaje (RUSADA) y la Federación Rusa de Atletismo (ARAF), en casos de dopaje, incluyendo la destrucción de muestras y casos de sobornos.

## Reacciones
Ante la gravedad de los resultados de las investigaciones publicados en el informe, el presidente de Rusia, Vladímir Putin, se vio obligado a realizar unas declaraciones al respecto y, además de descalificar el informe, denunció la politización del deporte, afirmando que

Es extraño señalar solo a deportistas rusos por dopaje. Porque mire lo que pasa en otros países. Los deportistas usan esteroides y dan positivo en las pruebas de dopaje todo el tiempo. Pero nadie es suspendido. Yo relaciono todo esto con la política.

Por otra parte, está previsto que la comisión ejecutiva del Comité Olímpico Internacional (COI) se reunirá el 24 de julio de 2016 para tomar una decisión respecto a la participación de los demás atletas de Rusia en los Juegos Olímpicos de Río, estando ya los de atletismo excluidos de participar. Varias federaciones internacionales (FI), como la Federación Internacional de Natación (FINA) o la Federación Internacional de Gimnasia (FIG), han manifestado no estar de acuerdo con la exclusión del país.
En este sentido, figuras del mundo olímpico, como el presidente del Comité Olímpico Español, Alejandro Blanco, han afirmado que es «inconcebible que el COI excluya a Rusia de los Juegos».

## Documental
El 4 de agosto de 2017 se estrenó en la plataforma de Netflix el documental Ícaro del director Bryan Fogel, que se centra en las declaraciones realizadas por Grigori Ródchenkov y cómo se realizaba el dopaje en los deportistas rusos.